# كالغرانيولين

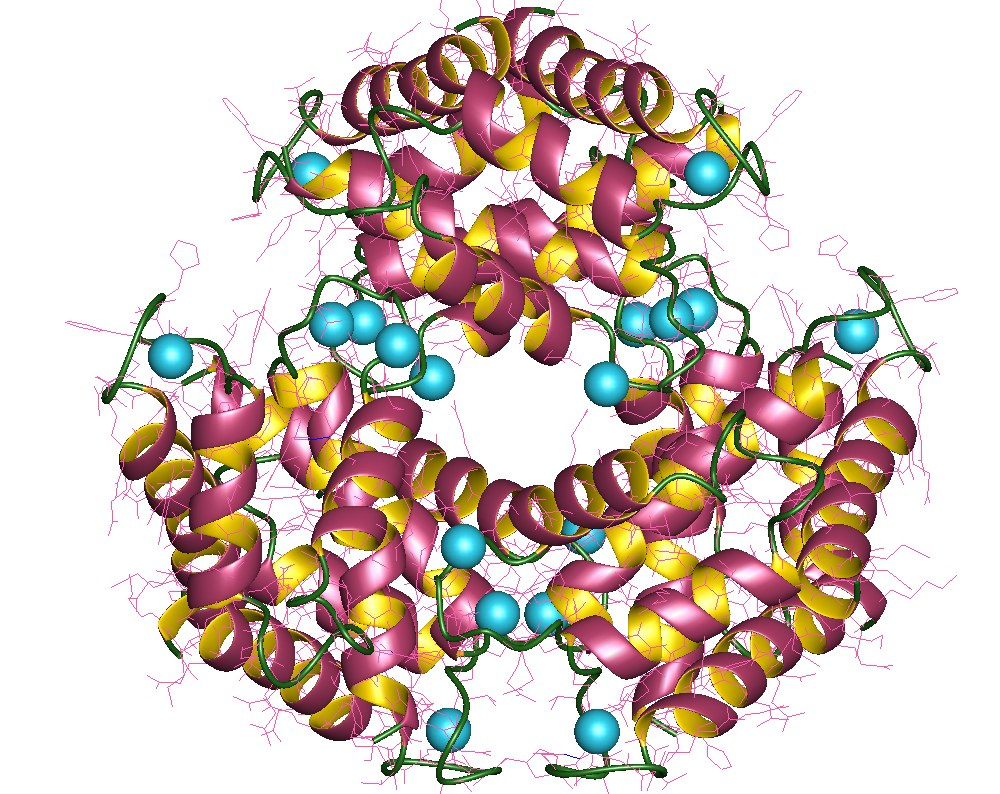

الكالغرانيولين (بالإنجليزية: Calgranulin)‏ هو بروتين S100 رابط للكالسيوم، ويعبر عنه في أنواع متعددة من الخلايا، بما في ذلك الخلايا الظهارية الكلوية والعدلات.
البروتينان S100A8 و S100A9 يشكلان بروتيناً مثنوياً مغايراً يسمى «كالبروتكتين» (calprotectin).

## الجينات البشرية
- S100A8 (كالغرانيولين A)
- S100A9 (كالغرانيولين B)
- S100A12 (كالغرانيولين C)

## الوظيفة
ترجح بعض الأدلة للتجارب في الزجاج أن الكالغرانولين يمكن أن يثبط ترسب أوكسالات الكالسيوم في وسط شبيه بالبول عندما تكون تراكيزه أقل من التراكيز الفيزيولوجية. وبالتالي فإنه قد يعمل في العضوية "in vitro" كمثبط لتشكل حصيّات أوكسالات الكالسيوم في الكلية. لكن لم يتم تقييم دور الكالغرانولين في عملية تشكل حصوات الكلى بعد.